# Simone Cadamuro
Simone Cadamuro (San Donà di Piave, 28 juni 1976) is een Italiaans voormalig wielrenner, beroeps van 2002 tot 2009. Hij won onder meer enkele etappes in de Ronde van Polen en de ENECO Tour. Cadamuro was een sprinter. 

## Belangrijkste overwinningen
1998
4e etappe deel A Giro del Friuli Venezia Giulia
2000
Gran Premio Industrie del Marmo
2001
Milaan-Busseto
2002
3e etappe Ronde van Slowakije
2003
1e etappe Ronde van Polen
2004
Doha International GP
Veenendaal-Veenendaal
3e etappe Ronde van het Qinghaimeer
2005
2e etappe ENECO Tour
2006
Puntenklassement ENECO Tour
2007
1e etappe Flèche du Sud
2008
6e en 7e etappe Ronde van Servië

## Resultaten in voornaamste wedstrijden
| Jaar | Ronde van Italië | Ronde van Frankrijk | Ronde van Spanje |
| ---- | ---------------- | ------------------- | ---------------- |
| 2004 | 120e             |                     |                  |
| 2005 | opgave           |                     | opgave           |
| 2006 |                  |                     |                  |

| Jaar | Milaan-San Remo | Gent-Wevelgem | Parijs-Roubaix | Amstel Gold Race |  | Wereldranglijsten |
| ---- | --------------- | ------------- | -------------- | ---------------- |  | ----------------- |
| 2004 | 167e            |               |                | 83e              |  |                   |
| 2005 | 146e            | 8e            | 67e            |                  |  | 133e (UPT)        |
| 2006 |                 | 46e           |                |                  |  | 160e (UPT)        |

## Ploegen
- 2002 –  De Nardi-Pasta Montegrappa
- 2003 –  De Nardi-Colpack
- 2004 –  De Nardi
- 2005 –  Domina Vacanze
- 2006 –  Team Milram
- 2007 –  Kio Ene-Tonazzi-DMT
- 2008 –  Nippo-Endeka
- 2009 –  Amica Chips-Knauf